# Selena (album)
Selena è il primo eponimo album in studio della cantante statunitense di musica tejano Selena, pubblicato nel 1989.

## Tracce
1. Tu eres – 3:03
2. Sukiyaki – 3:11
3. Contigo quiero estar – 3:12
4. Besitos – 2:59
5. Amame, quiéreme – 3:41
6. Tengo ganas de llorar – 3:31
7. My Love – 3:15
8. Quiero ser – 2:33
9. Mentiras – 2:53
10. No te vayas – 2:22